# Kurugovinakoppa, Nargund
Kurugovinakoppa là một làng thuộc tehsil Nargund, huyện Gadag, bang Karnataka, Ấn Độ.